# Hanno en Ruth Roelin-Prijs
De Hanno en Ruth Roelin-Prijs voor Wetenschappelijke Publicaties is een prijs die wordt uitgereikt door het Max-Planck-Instituut voor Astronomie (MPIA) voor het publiceren van nieuwe inzichten inzake astronomie en ruimtevaart voor een groter publiek.
De prijs bedraagt 3000 euro en wordt om de twee jaar, op de jaarvergadering van het Astronomisch Genootschap toegekend.

## Laureaten
- 2005: Thomas Bührke
- 2007: Markus Pössel
- 2009: Ulf von Rauchhaupt
- 2011: Hans-Thomas Janka
- 2013: Claus Kiefer
- 2015: Karl-Heinz Lotze
- 2017: Michael Winkhaus
- 2019: Sibylle Anderl
- 2021: Olaf Fischer
- 2023: Felicitas Mokler